# Puzavi celer
Puzavi celer (šutranka puzava, lat. Helosciadium repens; sin Apium repens), višegodišnja puzava biljka iz porodice štitarki. Raširena je po dijelovima Europe. U Hrvatskoj je prisutna na deset lokaliteta među kojima Plitvička jezera, Nacionalni park Krka, uz rijeke Zagorska Mrežnica, Slunjčica, i drugdje. Slična je vrsti čvorasti celer (Helosciadium nodiflorum).
Puzavi celer zakorjenjuje u svakom nodiju (čvoru), a iz čvorova rastu perasto sastavljeni listovi koji imaju 5 -11 lisaka. Cvjetovi se razvijaju, što je karakteristično za cijelu porodicu štitarki u cvatovima koji se nazivaju sastavljenim štitcima. Vjenčić ima pet bijelih latica a čaška pet malih zubića. Plod je okruglasti kalavac.

## Sinonimi
- Apium repens (Jacq.) Lag.
- Helodium repens (Jacq.) Dumort.
- Helosciadium palatinum F.W.Schultz ex Nyman
- Laoberdes repens (Jacq.) Raf.
- Selinum repens (Jacq.) E.H.L.Krause
- Sium repens Jacq.